# Ida Guehai
Ida Rebecca Guehai est une footballeuse internationale ivoirienne, née le 15 juillet 1994. Elle évolue au poste de milieu de terrain ou attaquante en faveur du Kristianstads DFF en Damallsvenskan.

## Biographie

### Carrière en club
Guehai rejoint le Kristianstads au début de la saison 2015 du championnat suédois, à l'âge de 20 ans. Elle inscrit trois buts lors de ses deux premiers matchs. Elle est considérée comme la meilleure recrue du championnat, à la mi-saison, par le journal Aftonbladet.
Elle inscrit neuf buts en championnat lors de l'année 2015, mais seulement deux buts la saison suivante.

### Carrière internationale
En décembre 2011, Guehai est appelée en équipe de Côte d'Ivoire. L'année suivante, elle fait partie de l'équipe retenue pour disputer le championnat d'Afrique 2012. Il s'agit de la première compétition continentale disputée par la Côte d'Ivoire.
Lors du championnat d'Afrique 2014, Guehai inscrit un but décisif dans le match pour la troisième place remporté 1–0 face à l'Afrique du Sud. Ce résultat qualifie la Côte d'Ivoire pour sa toute première Coupe du monde.
Lors du mondial 2015 organisée au Canada, elle joue trois matchs : contre l'Allemagne, la Thaïlande, et la Norvège. Il s'agit de trois défaites.

## Palmarès
- Troisième du championnat d'Afrique 2014 avec l'équipe de Côte d'Ivoire